# 新潟市立万代長嶺小学校
新潟市立万代長嶺小学校（にいがたしりつ ばんだいながみねしょうがっこう）は、新潟県新潟市中央区東万代町にある公立小学校。
2001年（平成13年）4月に、新潟市立万代小学校と新潟市立長嶺小学校が統合して誕生した小学校である。統合後は暫定的に万代小学校の校舎を使用していたが、隣接する新潟市立沼垂高等学校（現・新潟市立万代高等学校）の跡地に現在の校舎が建設され、2005年（平成17年）3月に移転した。新校舎の目玉は「新潟市で初の屋上水泳施設」（プール）である。新潟市立長嶺小学校の跡地には、2007年（平成19年）10月1日に新潟市立中央図書館「ほんぽーと」が開館した。

## 沿革
- 2001年（平成13年）4月1日 - 新潟市立万代小学校と新潟市立長嶺小学校が統合して新潟市立万代長嶺小学校が開校。暫定的に万代小学校の校舎を使用。
- 2003年（平成15年）12月 - 隣接する新潟市立沼垂高等学校（現・新潟市立万代高等学校）の旧校地に新校舎を着工。
- 2005年（平成17年）6月 - 新校舎が竣工して現在地に移転。

## 教育目標
- 「ささえあい、高めあう」